# Petroica capgrisa
La petroica capgrisa (Heteromyias cinereifrons) és un ocell de la família dels petròicids (Petroicidae).

## Hàbitat i distribució
Viu entre la malesa del bosc a les terres altes properes a la costa del nord-est de Queensland.